# Santa Ana Pueblo
Santa Ana Pueblo è un census-designated place degli Stati Uniti d'America, nella Contea di Sandoval nello stato del Nuovo Messico. Ha una popolazione di 479 abitanti secondo il censimento del 2000. Secondo lo United States Census Bureau ha un'area totale di 19,3 km².

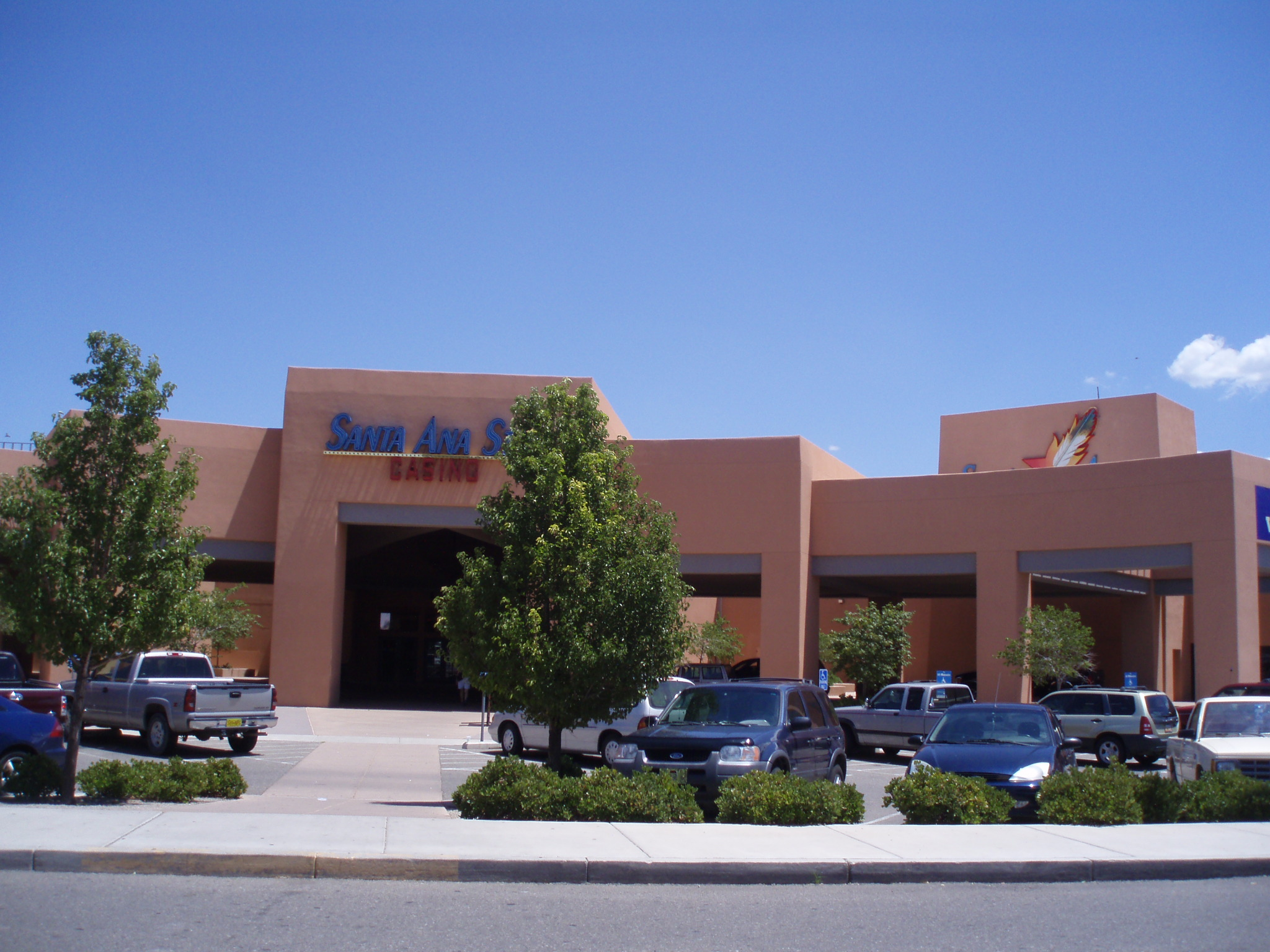
Santa Ana Casinò

## Geografia fisica
Santa Ana Pueblo si trova lungo la riva sinistra del Rio Grande a circa 30 km a nord di Albuquerque della cui area metropolita fa parte.
Secondo il censimento del 2000 oltre il 97% della popolazione è costituito da nativi americani. Questi discendenti del popolo Pueblo, che abitavano in queste terre da prima della colonizzazione spagnola, parlano ancora una lingua che è considerata un dialetto delle Lingue keres orientali.

## Monumenti e luoghi d'interesse
- Chiesa cattolica della missione di Santa Ana Pueblo: realizzata in adobe e travi di legno (detti Vigas) presenta due campanili gemelli sormontati da una croce. Fu ultimata nel 1750. Questa chiesa fu completamente distrutta da una alluvione del Rio Grande. La chiesa attuale fu ricostruita nel 1895.[2]
- Coronado State Monument: il monumento è dedicato alla commemorazione dell'entrata nei territori del Nuovo Messico del conquistatore spagnolo Francisco Vázquez de Coronado avvenuta nel 1540. Si trova a circa 3 km a sud ovest di santa Ana Pueblo sulla riva destra del Rio Grande. Il sito è anche noto per le rovine del Pueblo Kuaua appartenente al popolo dei Tiwa e risalente al 1300.
- Santa Ana Garden Center: un parco botanico contenente centinaia di piante e arbusti nativi del Nuovo Messico e della valle del rio Grande.

## Economia

### Turismo
Poco distante dall'antico pueblo sono sorti recentemente alcuni importanti insediamenti turistici. Fra questi:
- Hyatt Tamayah Resort di Santa Ana Pueblo costruito nel 2000 con annesso Twin Warriors Golf Club da 18 buche;
- Santa Ana Golf Club (9 buche);
- Santa Ana Star Casino